# 大施托科湖

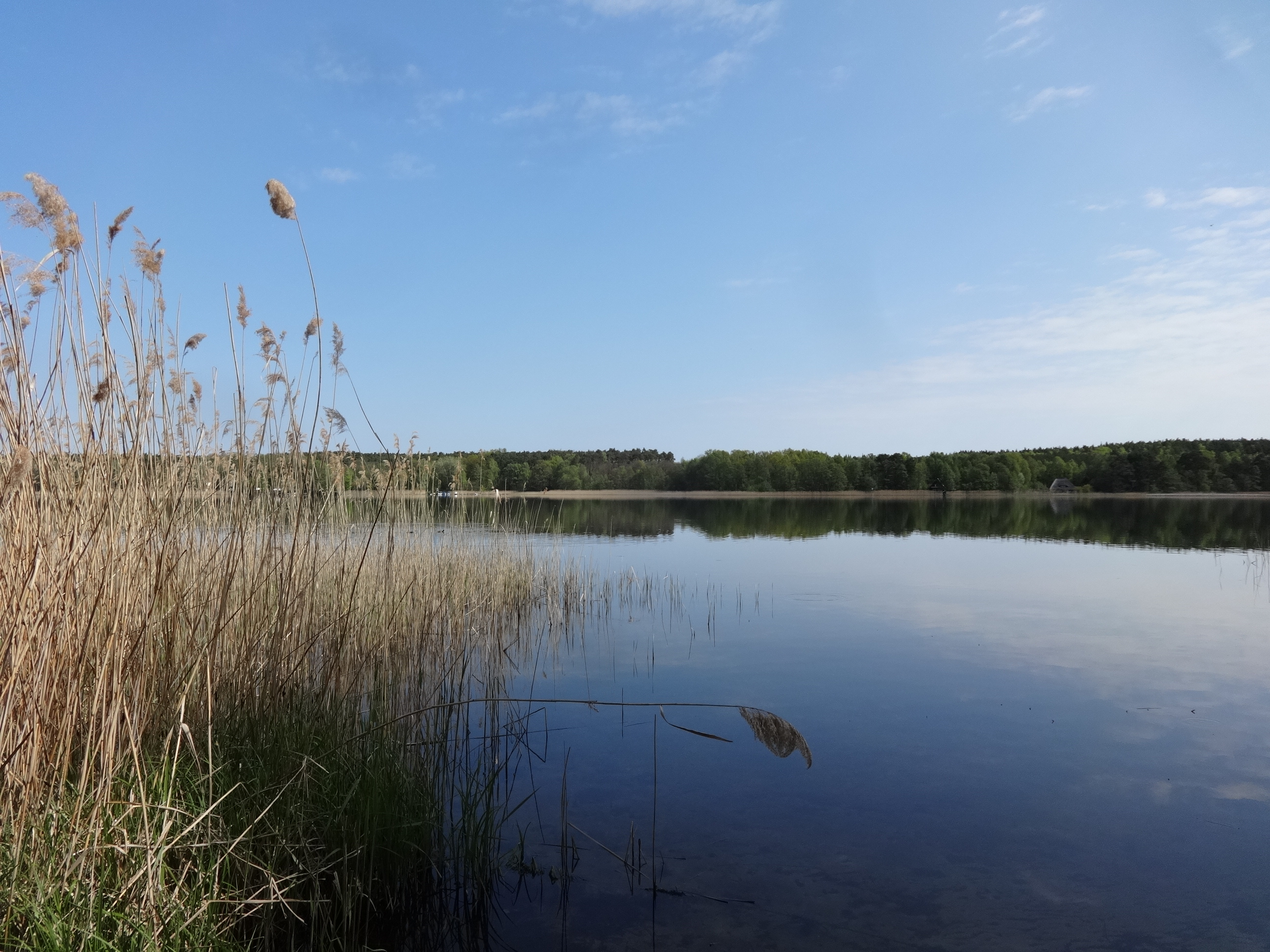

52°14′38″N 13°58′7″E / 52.24389°N 13.96861°E
大施托科湖（德語：Großer Storkower See），是德國的湖泊，位於該國西南部，由勃蘭登堡州負責管轄，處於奧得-施普雷縣，長5.2公里、寬1.2公里，面積3.7平方公里，海拔高度37米，最大水深12米，水體容量1,734萬立方米。